# Sūrkhānī
Sūrkhānī (persiska: Sorkhānī, سرخانی, سورخانی) är en ort i Iran.   Den ligger i provinsen Gilan, i den norra delen av landet, 160 km nordväst om huvudstaden Teheran. Sūrkhānī ligger 37 meter över havet och antalet invånare är 294.
Terrängen runt Sūrkhānī är varierad.  Närmaste större samhälle är Ramsar, 7,2 km sydost om Sūrkhānī. 